# Cavallina a cavallo/Più su sempre più su
Cavallina a cavallo è il terzo singolo della pornostar ungherese Ilona Staller, pubblicato nel 1979 come secondo estratto dall'album Ilona Staller.

## Descrizione
La titletrack, composta da Ennio Morricone, è tratta dalla colonna sonora del film Dedicato al mare Egeo, di cui la stessa Ilona Staller era protagonista, ma nel film venne invece utilizzata un'altra versione, cantata da Edda Dell'Orso. Più su sempre più su era già stata pubblicata come retro anche del precedente singolo I Was Made for Dancing.
Il singolo, estratto dall'album eponimo di Ilona Staller del 1979, venne pubblicato in singolo 7" per il mercato giapponese  dall'etichetta discografica RCA.

## Tracce
1. Cavallina a cavallo (Ennio Morricone)
2. Più su sempre più su (Lucio Macchiarella, Olimpio Petrossi, Piero Darini)

## Edizioni
- 1979 - Cavallina a cavallo/Più su sempre più su (RCA, SS-3205, 7")